# Clube Beneficente Cultural e Recreativo 28 de Setembro
Clube Beneficente Cultural e Recreativo Jundiaiense 28 de Setembro é um clube social destinado aos afrodescendentes brasileiros fundado em 1 de janeiro de 1897 na cidade de Jundiaí (estado de São Paulo).

## História
A instituição é considerado o mais antigo clube social negro em funcionamento do estado de São Paulo e sua atual denominação provém da união de duas associações: o Clube 28 de Setembro, fundado em homenagem a Lei do Ventre Livre em 1 de janeiro de 1897 e o Clube Recreativo Jundiaiense, fundado em 1934.
Entre o final do século XIX e início do século XX, houve um movimento clubista destinado a criar clubes exclusivos para sócios negros com o objetivo de se tornarem locais de lazer para os afrodescendentes, pois estas pessoas eram excluídas de qualquer vida social em sua época. Além das atividades sociais, os clubes originais desta fusão proporcionavam apoio funerário, de saúde, entre outras atividades. Em 2014 o clube entrou no processo para tombamento como Patrimônio Histórico do Estado de São Paulo.